# La revoltosa

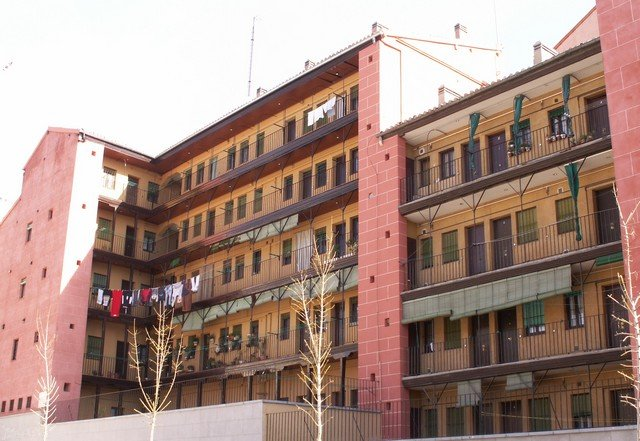
Típica corrala madrilenya, casa de veinatge escenari de l'acció de La revoltosa

La revoltosa (L'entremaliada) és una sarsuela en un acte amb llibret de José López Silva i Carlos Fernández Shaw i música de Ruperto Chapí. Pertany al subgènere sarsuelístic del « género chico » i porta el subtítol de sainet líric. Va ser estrenada el 25 de novembre de 1897 al Teatro Apolo de Madrid, sota la direcció del mateix compositor. El dia de l'estrena es trobaven entre el públic el director d'orquestra italià Luigi Mancinelli i el compositor francès Camille Saint-Saëns. L'obra va obtenir un èxit aclaparador des del mateix preludi, el que seria confirmat posteriorment per la crítica i per la seua permanència al repertori sarsuelístic.
És la partitura més popular de Chapí i l'obra del seu repertori més interpretada. S'ha considerat junt a La verbena de la Paloma de Tomás Bretón i Agua, azucarillos y aguardiente de Federico Chueca un dels tres pilars del «Género Chico» madrileny de finals del segle xix.
L'empresa del Tetro Apolo, després d'una llarga sèrie de fracassos en les obres estrenadas després de Las bravías, dels mateixos autors, va tornar a Chapí, considerat un valor segur, amb un nou encàrrec que servira per revitalitzar el coliseu. D'aquest encàrrec va sorgir La revoltosa.
Dramàticament l'obra s'emmarca dins del típic sainet d'ambient madrileny desenvolupat en l'ambient castís d'una casa de veïnatge, amb una línia argumental sostinguda per la parella protagonista de Felipe i Mari Pepa, però en la qual intervé el veïnat, de vegades de manera coral. Segons Webber es tracta d'un « deliciós llibret que combina brillantment la poesia de Shaw i el bulliciós argot de Silva ».
La partitura, amb una durada global d'uns 35 minuts, comprèn el preludi, cinc números musicals i un finale. Els seus dos elements més destacables són, en opinió de Luis Iberni, l'ambició orquestral —ja palesa des del preludi— i la participació de l'orquestra en tota l'obra, integrada com a fil conductor de l'acció.

## Sinopsi
Mari Pepa (la revoltosa) és una bella i capriciosa noia que té esvalotats a tots els homes del veïnatge, el que amoïna les veïnes i provoca la gelosia de Felipe. El xicot presumeix de ser l'únic que resisteix davant l'encís de Mari Pepa, però la realitat és que està completament enamorat d'ella. Per altra banda, Mari Pepa sent gelosia quan veu a Felipe amb dues noies, i encara que tots dos estan enamorats l'un de l'altre, simulen un menyspreu que no senten.
Un dia, tots els veïns se'n van a la revetlla, quedant-se sols Mari Pepa i Felipe, que no triguen a barallar-se, tot i que finalment reconeixen el seu mutu amor.
Les veïnes, fartes del comportament dels seus marits cap a Mari Pepa, decideixen escarmentar-los. Els fan creure que Mari Pepa els ha citat. Cadascun vol quedar-se sol per acudir a la cita, però no ho aconsegueixen. Finalment, després de descobrir-se l'engany, Felipe confessa el seu amor davant tot el veïnat i Mari Pepa es llança definitivament als seus braços.

## Números musicals
1. Preludi - Orquestra
2. Número 1: Escena (Vamos, arza...) i seguidilles (Al pie de tu ventana) - Gorgonia, Felipe, Cándido, Chupitos, una veïna, Encarna, Tiberio, Soledad, Atenedoro, Mari Pepa i cor.
3. Número 2: Quartet (¿Eh? Olé) - Mari Pepa, Atenedoro, Cándido i Tiberio
4. Número 3:
  1. Intermedi - Orquestra
  2. Eso le pasa a las hembras - Soledad i cor
  3. Olé los niños con esbeltez - Candelas, Gorgonia, Chupitos, Soledad, Cándido, Atenedoro, Tiberio, Encarna i cor
  4. Guajiras (Cuando clava mi moreno) - Soledad i cor
5. Número 4: Duo (¿Por qué de mis ojos los tuyos retiras?) - Felipe i Mari Pepa
6. Número 5:
  1. Escena (No hay nadie, Adentro) - Chupitos, Gorgonia, Soledad i Encarna
  2. Escena (Nadie, ... van a dar las diez) - Cándido, Candelas, Tiberio i Atenedoro
  3. Esto no es vida - Felipe
  4. Escena (Lo mejor será quedarnos en completa oscuridad) - Tiberio, Felipe, Cándido, Atenedoro, Candelas i cor
7. Finale